# Micrargus cavernicola
Micrargus cavernicola är en spindelart som beskrevs av Jörg Wunderlich 1995. Micrargus cavernicola ingår i släktet Micrargus och familjen täckvävarspindlar. Inga underarter finns listade i Catalogue of Life.